# Grupo Marsans
Grupo Marsans — частный испанский консорциум, деятельность которого — туристический бизнес. Его филиалы находятся в Испании, Франции, Италии, Бразилии, Мексике, Венесуэле и Аргентине. Компания основана в 1910 году в Мадриде. Grupo Marsans была филиалом компании Autobuses Urbanos del Sur.
Консорциум-партнер компаний Air Comet и SAS. Также в собственности компании были Aerolíneas Argentinas и своя внутренняя вспомогательная авиакомпания Austral Líneas Aéreas. В 2001 году Aerolíneas Argentinas и Austral Líneas Aéreas были приобретены у компании SEPI, вплоть до 2008 года когда Aerolíneas Argentinas и Austral Líneas Aéreas были национализированы.